# Peter Sutcliffe (Rennfahrer)

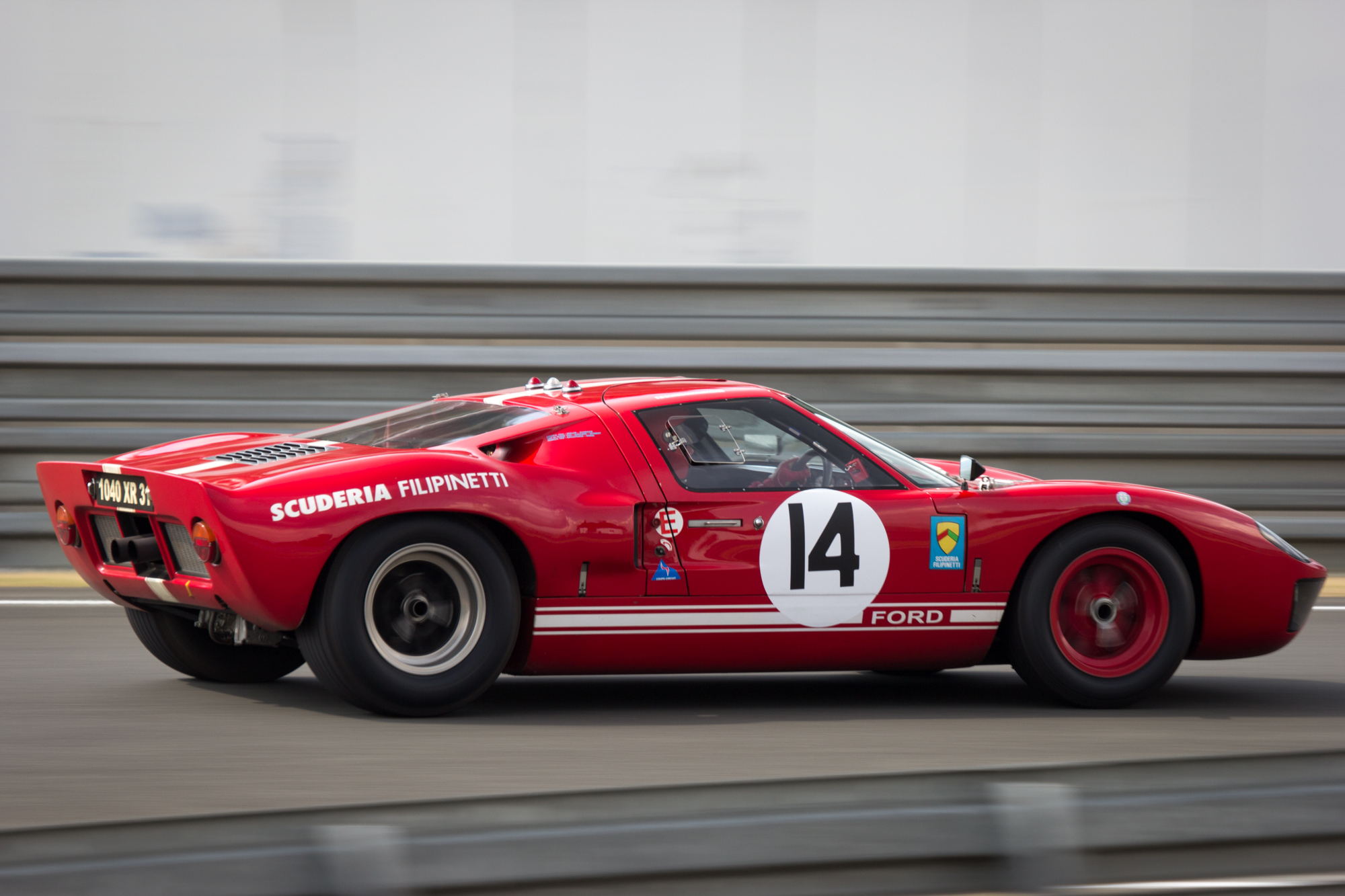
Der Ford GT40 mit dem Peter Sutcliffe beim 24-Stunden-Rennen von Le Mans 1966 am Start war

Peter Harold Sutcliffe (* 1. Dezember 1936 in Huddersfield) ist ein ehemaliger britischer Autorennfahrer und Unternehmer.

## Karriere
Peter Sutcliffe führte in den 1960er-Jahren ein Textilunternehmen in seiner Heimatstadt Huddersfield. Den Rennsport betrieb er aus Leidenschaft und nicht als Beruf. Sutcliffe war allerdings mehr als der klassische Herrenfahrer. Sein Talent und seine Professionalität als Fahrer brachten ihm Ende der 1960er-Jahre sogar Werksengagements bei der Scuderia Ferrari ein.
Sutcliffe bestritt fast ausschließlich Sportwagenrennen; nur einmal war er auch im Monoposto am Start. Beim Großen Preis der Solitude 1965 auf der Solitude-Rennstrecke in Stuttgart fuhr er einen Formel-2-Brabham BT10 aus dem Besitz von David Prophet. Das Rennen beendete er nach einem Unfall vorzeitig.
Sein erstes Rennen, eine nationale Veranstaltung für Sportwagen, war er 1956 gefahren. Seinen ersten Sieg feierte er ein Jahr später im Mallory Park. Anfang der 1960er-Jahre setzte er erst einen Jaguar D-Type und später einen E-Type ein. Rasch wurde er in Großbritannien als Sportwagenfahrer bekannt. 1963 gewann er das Scott-Brown Memorial Snetterton, 1964 den Großen Preis von Paris und 1965 auf einem Ford GT40 den Großen Preis von Rhodesien.
Im Laufe seiner Karriere gewann Sutcliffe elf Sportwagenrennen und erreichte 35-mal das Podium der ersten drei. Einen Sieg verlor er durch Disqualifikation. Das 6-Stunden-Rennen von Brands Hatch 1963 hatte er gemeinsam mit Mike Salmon auf einem Jaguar Mark 2 als Sieger beendet, wurde aber nach dem Rennen wegen eines nicht dem Reglement entsprechenden Zylinderkopfes disqualifiziert.
Ab 1965 bekam er immer wieder Angebote von privaten Rennteams wie der Scuderia Filipinetti und der Scuderia Ferrari, um für sie bei den großen Rennen der Sportwagen-Weltmeisterschaft an den Start zu gehen. Viermal war er beim 24-Stunden-Rennen von Le Mans am Start, konnte sich aber nie klassieren. Nach dem tödlichen Unfall von Lorenzo Bandini beim Großen Preis von Monaco 1967 und dem schweren Unfall von Mike Parkes beim Großen Preis von Belgien hätte Leo Cella den Ferrari 330P4 in Le Mans fahren sollen. Als Cella verzichtete, kam Sutcliffe ins Team zu Günter Klass. Im Rennen fiel er wegen einer defekten Benzinpumpe aus. Das 6-Stunden-Rennen von Brands Hatch 1967 beendete er mit Partner Ludovico Scarfiotti als Fünfter. Es war einer seiner letzten Renneinsätze, denn im Herbst 1967 trat er vom Rennsport zurück.

## Statistik

### Le-Mans-Ergebnisse
| Jahr | Team                 | Fahrzeug             | Teamkollege    | Platzierung     | Ausfallgrund    |
| ---- | -------------------- | -------------------- | -------------- | --------------- | --------------- |
| 1964 | Mike Salmon          | Aston Martin DP214   | Mike Salmon    | Disqualifiziert |                 |
| 1965 | Scuderia Filipinetti | Shelby Cobra Daytona | Peter Harper   | Ausfall         | Zylinderschaden |
| 1966 | Scuderia Filipinetti | Ford GT40 Mk.I       | Dieter Spoerry | Ausfall         | Unfall          |
| 1967 | SpA Ferrari Sefac    | Ferrari 330P4        | Günter Klass   | Ausfall         | Benzinpumpe     |

### Sebring-Ergebnisse
| Jahr | Team            | Fahrzeug  | Teamkollege   | Platzierung | Ausfallgrund       |
| ---- | --------------- | --------- | ------------- | ----------- | ------------------ |
| 1966 | Peter Sutcliffe | Ford GT40 | Innes Ireland | Ausfall     | Zylinder überhitzt |

### Einzelergebnisse in der Sportwagen-Weltmeisterschaft
| Saison | Team                                                      | Rennwagen                        | 1   | 2   | 3   | 4   | 5   | 6   | 7   | 8   | 9   | 10  | 11  | 12  | 13  | 14  | 15  | 16  | 17  | 18  | 19  | 20  | 21  | 22  |
| ------ | --------------------------------------------------------- | -------------------------------- | --- | --- | --- | --- | --- | --- | --- | --- | --- | --- | --- | --- | --- | --- | --- | --- | --- | --- | --- | --- | --- | --- |
| 1963   | Chris Kerrison                                            | Ferrari 250 GT                   | DAY | SEB | SEB | TAR | SPA | MAI | NÜR | CON | ROS | LEM | MON | WIS | TAV | FRE | CCE | RTT | OVI | NÜR | MON | MON | TDF | BRI |
| 1963   | Chris Kerrison                                            | Ferrari 250 GT                   |     |     |     |     |     |     |     |     |     |     |     |     | 10  |     |     |     |     |     |     |     |     |     |
| 1964   | Peter Sutcliffe Mike Salmon                               | Jaguar E-Type Aston Martin DP214 | DAY | SEB | TAR | MON | SPA | CON | NÜR | ROS | LEM | REI | FRE | CCE | RTT | SIM | NÜR | MON | TDF | BRI | BRI | PAR |     |     |
| 1964   | Peter Sutcliffe Mike Salmon                               | Jaguar E-Type Aston Martin DP214 |     |     |     |     | 10  |     | DNF |     | DNF | 14  |     |     | DNF |     |     |     |     |     |     |     |     |     |
| 1965   | Peter Sutcliffe Scuderia Filipinetti                      | Ferrari 250 GTO Shelby Daytona   | DAY | SEB | BOL | MON | MON | RTT | TAR | SPA | NÜR | MUG | ROS | LEM | REI | BOZ | FRE | CCE | OVI | NÜR | BRI | BRI |     |     |
| 1965   | Peter Sutcliffe Scuderia Filipinetti                      | Ferrari 250 GTO Shelby Daytona   |     |     |     |     |     | 5   |     | 4   | 15  |     |     | DNF | DNF |     |     |     |     |     |     |     |     |     |
| 1966   | Ford Peter Sutcliffe Red Rose Motors Scuderia Filipinetti | Ford GT40                        | DAY | SEB | MON | TAR | SPA | NÜR | LEM | MUG | CCE | HOK | SIM | NÜR | ZEL |     |     |     |     |     |     |     |     |     |
| 1966   | Ford Peter Sutcliffe Red Rose Motors Scuderia Filipinetti | Ford GT40                        | 14  | DNF |     |     | 4   | 6   | DNF |     |     |     |     |     |     |     |     |     |     |     |     |     |     |     |
| 1967   | Peter Sutcliffe Scuderia Ferrari                          | Ford GT40 Ferrari 330P4          | DAY | SEB | MON | SPA | TAR | NÜR | LEM | HOK | MUG | BRH | CCE | ZEL | OVI | NÜR |     |     |     |     |     |     |     |     |
| 1967   | Peter Sutcliffe Scuderia Ferrari                          | Ford GT40 Ferrari 330P4          |     |     |     | 6   |     |     | DNF |     |     | 5   |     |     |     |     |     |     |     |     |     |     |     |     |